# Giovanni Battista Casanova
Pour les articles homonymes, voir  Casanova.
Giovanni Battista Casanova (Venise, 2 ou 4 novembre 1730 - Dresde, 7 ou 8 décembre 1795) est un peintre et historien d'art italien, un des frères de Giacomo Casanova.

## Biographie
Troisième fils de Gaetano Casanova et de Zanetta Farussi (en), il perd son père en 1733 et suit alors sa mère à Dresde en 1737 où il devient élève de Louis de Silvestre et Christian Wilhelm Ernst Dietrich.
De retour à Venise grâce à une bourse,  il reste trois ans sous la direction de Giovanni Battista Piazzetta, puis devient élève de Anton Raphael Mengs qu'il accompagne dans un voyage à travers l'Italie.
Copiste en particulier de Raphaël, il remporte en 1762 le Grand Prix de peinture de l’Académie de Rome pour un portrait de Clément XIII.
En 1764, il devient professeur et co-directeur de l'Académie de Dresde dont il devient directeur à part entière en 1776.
Essentiellement célèbre en Allemagne, on lui doit des Dissertations sur les anciens monuments de l'art, publiées à Leipzig en 1771.

## Bibliographie

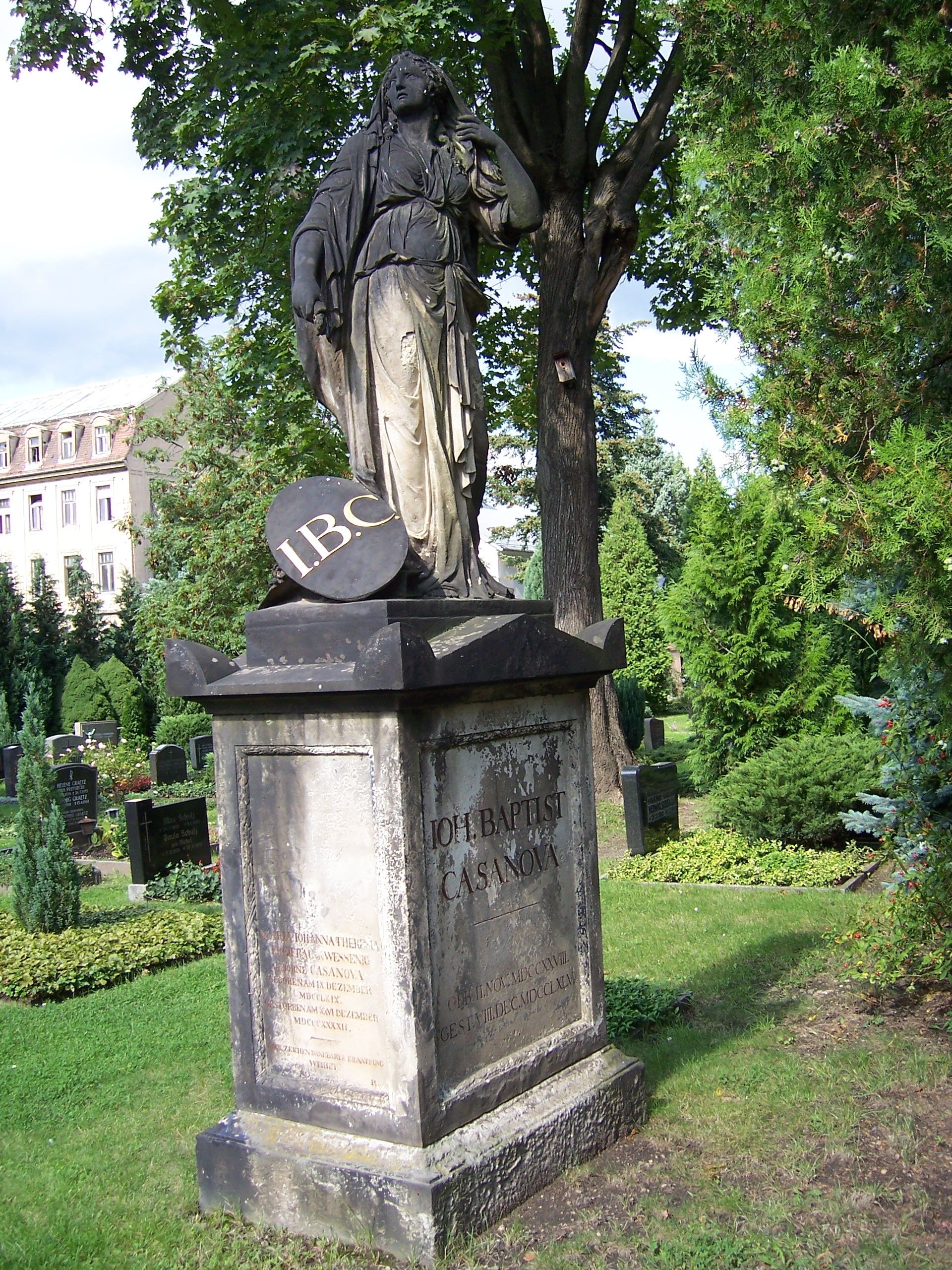
Tombe de Giovanni Battista Casanova à Dresde.